# Monteux
Monteux è un comune francese di 11 055 abitanti situato nel dipartimento di Vaucluse della regione della Provenza-Alpi-Costa Azzurra.
Diede i natali al poeta e musicista provenzale Nicolas Saboly (Micolau Sabòli) (1614 - 1675), autore dei celebri Noëls (Canti di Natale), nonché al pittore Benoît Benoni-Auran (1859-1944).

Trovandosi a soli quattro chilometri da Carpentras, dove risiedeva la prima Curia papale all'inizio del periodo "Avignonese" della Chiesa di Roma, ospitò Papa Clemente V durante i suoi ultimi mesi di vita (1313 - 1314).
Era nota in particolare per le sue fabbriche di fuochi d'artificio, oggi chiuse per gli innumerevoli incidenti. A ricordo di questa attività, alla fine di
Luglio vi si tiene annualmente uno spettacolo pirotecnico di notevole importanza che attira numerosi visitatori. 

## Società

### Evoluzione demografica
Abitanti censiti